# Přelíc
Přelíc är en ort i Tjeckien.   Den ligger i regionen Mellersta Böhmen, i den centrala delen av landet, 30 km väster om huvudstaden Prag. Přelíc ligger 301 meter över havet och antalet invånare är 305.
Terrängen runt Přelíc är lite kuperad. Runt Přelíc är det mycket tätbefolkat, med 1 135 invånare per kvadratkilometer. Närmaste större samhälle är Kladno, 7,6 km sydost om Přelíc. Trakten runt Přelíc består till största delen av jordbruksmark.